# Château de la Pachevie
Le château de la Pachevie est un château situé en France sur la commune de Rouffiac, en région Auvergne-Rhône-Alpes.

## Historique
Mentionné dès 1379, le manoir possède une structure médiévale. Une chapelle est ajoutée au XVIIe siècle. Un incendie au XVIIIe détruit partiellement le donjon, entraînant d’importantes reconstructions. Sous la Restauration, une chambre est transformée en salon.

### Protection
Le château est inscrit partiellement au titre des monuments historiques par arrêté du 15 janvier 1990.

## Description
Manoir typique cantalien, alliant architecture classique et matériaux locaux. Il comprend une chapelle, un corps de logis remanié au XVIIIe siècle, et un salon orné de papier peint.